# Siobhan Williams
Siobhan Williams, aussi connue sous le pseudonyme de SIØBHAN, née le 10 janvier 1991,, est une actrice et chanteuse britanno-canadienne.

## Biographie
Siobhan Williams est née le 10 janvier 1991 à Cambridge, en Angleterre. Elle grandit au Canada, alternant entre le quartier de New Finland et la ville de Calgary, avant d'étudier à l'Alberta Ballet School. Siobhan Williams est passionnée de chant, de guitare, de théâtre et de violon.

## Carrière
Siobhan Williams commence sa carrière cinématographique en interprétant le personnage récurrent de Jamie Lewis dans Heartland. Elle apparaît ensuite dans le téléfilm américain Appelez-moi DJ Rebel, avant de jouer l'antagoniste principale du film Flicka : Fierté des plaines, Stephanie Meyers, rôle pour lequel elle a été nommée pour un Young Artist Award. Elle a été nommée pour sa performance dans Christmas Miracle. Elle a aussi interprété un personnage récurrent de la série télévisée Level Up. Siobhan Williams obtient une autre nomination pour un Young Artist Award du fait de son rôle de Tiffany Greenwood, une étudiante brutalement assassinée. Siobhan Williams incarne le personnage de Laura Kearney dans le jeu-vidéo The Quarry développé par Supermassive Games.

## Filmographie

### Cinéma
- 2012 : Flicka : Fierté des plaines : Stephanie
- 2012 : Christmas Miracle : Christy
- 2013 : 16 ans pour toujours : Alexis
- 2017 : Aventures à l'école publique : Anastasia
- 2018 : Bienvenue à Marwen : Elsa

### Télévision
- 2010 : Heartland : Jamie Lewis
- 2012 : Level Up : Ginger
- 2013 : Motive : le mobile du crime : Tiffany
- 2013 : Hell on Wheels : L'Enfer de l'Ouest : Naomi Hatch
- 2014 : Black Box : Esme Black
- 2015 : UnREAL : Lizzie
- 2016 : Wynonna Earp : Steph
- 2016 : Sea Change : Ginny
- 2018 : Van Helsing : Siobhan
- 2019 : Valley of the Boom : Jenn
- 2019 : Deadly Class : Brandy
- 2020 : Sacred Lies : Jo
- 2022 : Billy the Kid : Irene

## Ludographie
- 2020 : Dragalia Lost : Cleo, Johanna
- 2022 : The Chant : Jess
- 2022 : The Quarry : Laura Kearney